# Dzwonkówka żółtawobiała
Dzwonkówka żółtawobiała (Entoloma neglectum (Lasch) Arnolds) – gatunek grzybów z rodziny dzwonkówkowatych (Entolomataceae.

## Systematyka i nazewnictwo
Pozycja w klasyfikacji według Index Fungorum: Entoloma, Entolomataceae, Agaricales, Agaricomycetidae, Agaricomycetes, Agaricomycotina, Basidiomycota, Fungi.
Po raz pierwszy zdiagnozował go w 1828 r. W.G. Lasch, nadając mu nazwę Agaricus neglectus. Obecną, uznaną przez Index Fungorum nazwę nadał mu Eef Arnolds w 1982 r. Synonimy:

- Agaricus cancrinus Fr. 1838
- Agaricus neglectus Lasch 1828
- Clitopilus cancrinus Quél. 1872
- Clitopilus neglectus (Lasch) P. Kumm. 1871
- Eccilia cancrina (Quél.) Ricken 1913
- Eccilia cancrina (Quél.) Ricken 1913) var. cancrina
- Eccilia cancrina var. minor S. Petersen 1911
- Entoloma cancrinum (Quél.) Noordel. 1981
- Entoloma neglectum (Lasch) Arnolds 1982 var. neglectum
- Entoloma neglectum var. tetrasporum Winterh. ex Arnolds 1982
- Paraleptonia neglecta (Lasch) P.D. Orton 1991
- Rhodophyllus cancrinus (Quél.) Quél. 1886
- Rhodophyllus neglectus (Lasch) J. Favre 1948
- Rhodophyllus neglectus (Lasch) J. Favre 1948 var. neglectus
- Rhodophyllus neglectus var. tetrasporus Winterh. 1977

Nazwę zwyczajową zaproponował Władysław Wojewoda w 2003 r.

## Morfologia
Kapelusz
Średnica 0,5–4 cm, początkowo płaskowypukły, potem kolejno rozpostarty, nieco wklęsły, w końcu głęboko lejkowaty. Brzeg podwinięty. Jest niehigrofaniczny, w stanie wilgotnym nieprzeźroczysty i nieprążkowany. Powierzchnia całkowicie filcowata, matowa, czasami na środku nieco łuseczkowata i strefowana, jasnobrązowa, cielista lub jasnobrązowo-izabelowata.
Blaszki
W liczbie 15–20 z międzyblaszkami (l=3–7), średniogęste, czasami grube, szeroko przyrośnięte lub zbiegające, rzadko wyraźnie zbiegające, poszarpane, brzuchate. O szerokości do 10 mm. Początkowo białawe lub bladokremowe, potem różowe, czasem ze słabym liliowym odcieniem, w końcu brązowo-różowe. Ostrza tej samej barwy lub brązowe.
Trzon
Wysokość 1–2,5 cm, grubość 2–2,5 mm, cylindryczny lub nieco spłaszczony, czasem u podstawy bulwiasty, przeźroczysty i bezbarwny, czasem z żółtym lub szarym odcieniem. Powierzchnia nieco kutnerowata lub biało pajęczynowata.
Miąższ
Zarówno w kapeluszu, jak i w trzonie cienki, przeźroczysty i bezbarwny. Bez smaku. Zapach silnie zjełczały, lub bez zapachu.
Cechy mikroskopowe
Zarodniki nieregularnie kanciaste, w widoku z boku 6–10-kątowe, o wymiarach 9,0–12,5 × 6,0–9,0 (–10,0) μm. Podstawki 25–45 × 7–15 μm, 4–zarodnikowe, rzadko 2–zarodnikowe, ze sprzążkami. Cystyd brak. Komórki skórki cylindryczne lub lekko rozdęte, o szerokości 4–16 μm z maczugowatymi elementami końcowymi o szerokości do 25 μm. W strzępkach obecne sprzążki.

## Występowanie i siedlisko
Dzwonkówka żółtawobiała jest szeroko rozprzestrzeniona w zachodniej i północnej Europie. Na terenie Polski w piśmiennictwie naukowym do 2003 r. podano 2 stanowiska (Elbląg 1917 r. i Puszcza Kampinoska 1974 r.). W późniejszych latach podano następne, aktualne stanowiska podaje także internetowy atlas grzybów. Znajduje się w nim na liście gatunków zagrożonych i wartych objęcia ochroną.
Owocniki wyrastają pojedynczo lub w niewielkich grupach wśród mchów na lichych łąkach, pastwiskach i w olchowo-brzozowych zaroślach. Preferuje kwaśne gleby.